# ベーコンと卵とチーズのサンドイッチ
ベーコンと卵とチーズのサンドイッチ（BEC：Bacon, Egg and Cheese sandwich）は、アメリカ合衆国やカナダで一般的な、朝食として食される朝食用サンドイッチである。ベーコンと卵（通常はフライドエッグまたはスクランブルエッグ状）、チーズ、バター、トーストされたパンを主たる材料とする。ベーコンの代わりに別の肉を使ったり、チーズやパンの種類を変えたりした、多くの派生品が存在する。

## 派生
典型的なこの種のサンドイッチは、350キロカロリーで、脂肪を約20グラム含む。 低炭水化物の食事になるように工夫されたものもある。 米国では、ホットポケット（170kcal、脂質7g）やリーンポケット（150kcal、脂質4.5g）として包装食品にもされている。